# Mysteries
Mysteries is een Nederlandse film uit 1978 van regisseur Paul de Lussanet met in de hoofdrollen Rutger Hauer en Sylvia Kristel, naar het boek Mysteriën van de Noorse schrijver en Nobelprijswinnaar Knut Hamsun (1859-1953). Het camerawerk is van Robby Müller en de filmmuziek is van Laurens van Rooyen.

## Verhaal
De film speelt zich af in de 19de eeuw. Op een dag arriveert de onbekende Johan Nagel in een afgelegen kustplaatsje. Nagel is een geheimzinnige, welgestelde en charmante man met een onbekend verleden en met macht over mensen. Hij vertelt interessante en eigenaardige verhalen. Hierdoor is hij een graag geziene gast bij de plaatselijke notabelen. Dan raakt hij in de ban van de verleidelijke weduwe Dany Kielland.

## Rolbezetting
| Acteur          | Personage         |
| --------------- | ----------------- |
| Rutger Hauer    | Johan Nagel       |
| Sylvia Kristel  | Dany Kielland     |
| David Rappaport | Minuut            |
| Rita Tushingham | Martha Gude       |
| Andréa Ferréol  | Kamma             |
| Kees Brusse     | Dhr. Stenersen    |
| Liesbeth List   | Mevrouw Stenersen |
| Marina de Graaf | Sara              |
| Adrian Brine    | Hotel eigenaar    |
| Vivien Heilbron | Frederikke        |
| Lex van Delden  | Student           |
| Fons Rademakers | Korpschef         |

## Achtergrond
Paul de Lussanet heeft twee grote films geregisseerd, eerst Mysteries in 1978 en daarna Lieve jongens in 1980. De Lussanet had in Parijs gewoond waar hij bekendheid genoot als schilder van naakte vrouwenportretten. Hij woonde inmiddels in Twente en had een paar korte filmpjes gemaakt en hij had meegewerkt aan het Remco Campert vierluik Alle dagen feest uit 1976. Dit bracht hem onder de aandacht van producent Matthijs van Heijningen. De Lussanet kreeg carte blanche om een schilderachtige kunstzinnige film te maken die was gebaseerd op de roman van Knut Hamsun. Hij had een budget van 1,3 miljoen gulden ter beschikking. Tijdens het filmfestival in Cannes in 1976 kwamen van Heijningen en de Lussanet in contact met Sylvia Kristel en haar man Hugo Claus die besloten om mee te doen. Ook Rutger hauer sloot zich bij het project aan en Hugo Claus zou het scenario schrijven. Rutger Hauer en Sylvia Kristel namen de hoofdrollen op zich en zagen af van hun gebruikelijke hoge honoraria en werden daarmee medefinancier.
De opnamen duurden ongeveer 5 weken en vonden plaats op het eiland Man van 30 januari tot 5 maart 1978.,  Op de filmset ging het niet zonder problemen. Sylvia Kristel had al snel spijt van haar deelname, en de Lussanet had veel problemen in de omgang met Hauer en Kristel. Er waren met name grote ruzies tussen Rutger Hauer, die regie-aspiraties had, en Paul de Lussanet. De film werd in het Nederlands opgenomen en later voor de internationale markt in het Engels nagesynchroniseerd., 
De première vond plaats in Koninklijk Theater Tuschinski in Amsterdam op 1 september 1978. De film kreeg veel voorpubliciteit maar werd slechts een matig succes. De kritieken waren over het algemeen positief, ook in latere jaren. H.S. Visscher schreef in Trouw: "De film heeft tekorten in de stemregie en in de timing, tekorten in de spanningsboog van de intrige. Maar visueel is de film zo fascinerend en geraffineerd, dat ik hem volstrekt uniek acht in de Nederlandse speelfilm. De Leusder Krant schreef: "Sfeervol verfilmd, magisch-realistisch van inhoud en soms onbegrijpelijk. Schilderachtige erotiek. Veel van de beelden uit Mysteries hadden zo van een schilderij gehaald kunnen worden, waarbij De Lussanet's stijl zeer duidelijk het geheel signeert". Tijdens de Nederlandse Filmweek in Hongarije in 1979 werd Mysteries door pers en publiek als de beste film beschouwd. In een interview met Trouw in 1980 zei Rutger Hauer dat het een van zijn favoriete films was 
De originele Nederlandstalige versie is sinds 2021 op DVD verkrijgbaar in de DVD-box Sylvia Kristel 1970s Collection (Cult Epics), samen met 3 andere films.
1896-1909 · 1910-19 · 1920-29 · 1930-39 · 1940-49 · 1950-59 · 1960-69 · 1970-79 · 1980-89 · 1990-99 · 2000-09 · 2010-19
· 2020-29